# Rundfunkjahr 1930

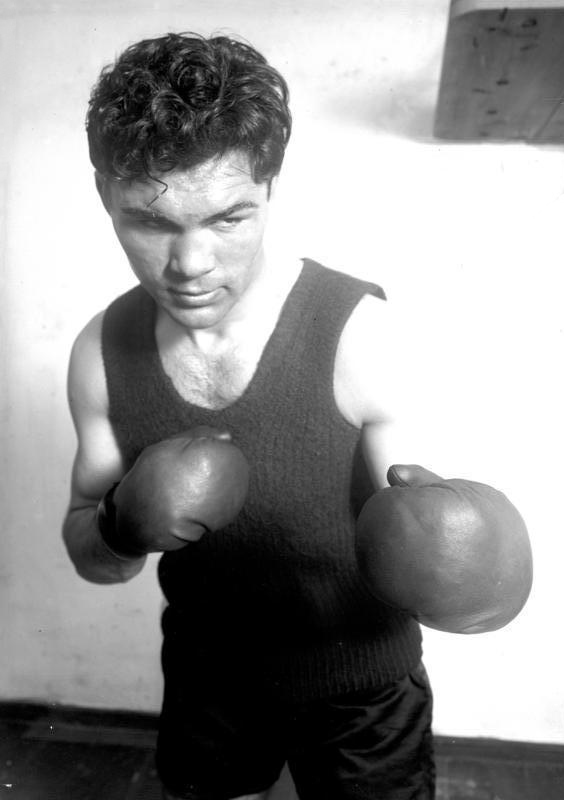
1930: Max Schmeling wird Boxweltmeister im Schwergewicht

Liste der Rundfunkjahre

◄◄ | ◄ | 1926 | 1927 | 1928 | 1929 | Rundfunkjahr 1930 | 1931 | 1932 | 1933 | 1934 | ► | ►►

Weitere Ereignisse

## Hörfunk
- 1. April – Start der 15. Volkszählung in den USA, in der erstmals auch der Besitz von Radioempfängern erfasst wird.
- 12. Mai – Der US-amerikanische Kommentator Walter Winchell, dessen Zeitungskolumnen von schätzungsweise 50 Millionen Amerikanern gelesen werden, spricht zum ersten Mal im Radio. Seine sonntäglichen Rundfunkbeiträge werden von rund 20 Millionen Hörern verfolgt.[1]
- 31. Juli – Debüt der US-amerikanischen Krimiserie The Shadow.
- 20. Dezember – Eröffnung der Sendeanlage Mühlacker.

## Fernsehen
- 22. Mai – In den USA wird erstmals einem größeren Publikum ein Fernsehsignal auf einem großen Fernsehschirm vorgeführt.
- 14. Juli – Die BBC sendet nach dem Verfahren des schottischen Fernsehpioniers John Logie Baird erstmals ein Fernsehspiel.
- 5. November – Der erste Werbespot der Fernsehgeschichte preist die Vorzüge der Dauerwelle.

## Geboren
- 01. Februar – Otto Anton Eder, österreichischer Schauspieler und Fernsehregisseur (Club 2, Wünsch dir was) wird in Klagenfurt geboren († 2004).
- 08. Februar – Erich Böhme, deutscher Journalist und Fernsehmoderator (Talk im Turm, 1990–97) wird in Frankfurt am Main geboren († 2009).
- 10. Februar – Robert Wagner, US-amerikanischer Schauspieler und Seriendarsteller (‚Jonathan Hart‘ in Hart aber herzlich, 1979–84) wird in Detroit, Michigan geboren.
- 14. März – Helga Feddersen, deutsche Volksschauspielerin (Ein Herz und eine Seele), Drehbuchautorin (Vier Stunden von Elbe 1) und Komikerin wird in Hamburg geboren († 1990).
- 15. März – Hans-Werner Kock, deutscher Fernsehjournalist wird in Hamburg geboren († 2003).
- 24. Mai – Karl Löbl, österreichischer Journalist, Musikkritiker und Fernsehkulturchef wird in Wien geboren († 2014).
- 19. Juni – Klaus Wildenhahn, deutscher Dokumentarfilmer (Panorama) wird in Bonn geboren († 2018).
- 14. Juli – Ruth Drexel, deutsche Volksschauspielerin wird in Vilshofen an der Donau geboren. Drexl wurde erst spät in ihrer Karriere in der Rolle der Resi Berghammer an der Seite von Ottfried Fischer in der Krimireihe Der Bulle von Tölz zum Fernsehliebling. († 2009)
- 09. August – Ingrid Pan, deutsche Schauspielerin und Hörspielsprecherin wird in Berlin geboren († 1995).
- 16. August – Wolfgang Völz, deutscher Schauspieler wird in Danzig-Langfuhr geboren († 2018).
- 13. September – Robert Stromberger, deutscher Drehbuchautor (Diese Drombuschs) wird in Darmstadt geboren († 2009).
- 17. November – Karl Merkatz, österreichischer Schauspieler (Edmund „Mundl“ Sackbauer in Ein echter Wiener geht nicht unter, 1975–79) wird in Wiener Neustadt geboren († 2022).
- 17. Dezember – Sepp Forcher, österreichischer Fernsehmoderator wird in Rom geboren († 2021).